# 湊貴大
湊 貴大（みなと たかひろ）は、日本のミュージシャン、作詞家、作曲家、編曲家、音楽プロデューサー。ビーイング所属。VALSHEのサウンド・プロデュースやプランニングを担い、作詞、作曲、編曲、コーラス等で全ての楽曲に携わっている。別名は流星P、トゥライ。旧名義はminato（みなと）。

## 略歴
4歳から5歳でピアノを習い、中学校に入るとブラスバンド部に入ってトロンボーンを担当した。大学生だった19歳の頃、友人の影響で独学で音楽制作を始めた。やがてネットニュースで話題になっていたのを見たのをきっかけにVOCALOID製品を衝動買いし、VOCALOIDで作った楽曲を、minato名義でネットに投稿するようになった。2008年初頭よりニコニコ動画で発表した「流星」、「Soar」などの楽曲で一定の評価を集めていたが、巡音ルカ発売当日である2009年1月30日のうちに発表した「RIP=RELEASE」が大きな人気を集め、一躍その名を知られることとなった。
「RIP=RELEASE」と、その4か月後に初音ミクと巡音ルカを用いて発表した「magnet」は、年内に100万回以上再生され、2010年3月には、MOERよりメジャーアルバム『magnet -favorites plus-』をリリースした。特に「magnet」はJOYSOUNDでカラオケ配信されたminatoの楽曲の中でも大きな人気を博し、2010年のJOYSOUNDカラオケ年間総合ランキングで4位を獲得、VOCALOID系の楽曲中では1位となった。
VOCALOIDを用いた楽曲制作のみならず、「トゥライ」という名義でニコニコ動画の「歌ってみた」というカテゴリーに歌唱動画を投稿、100万回以上の再生された動画もある。所属する同人サークル「うさころにー」では、楽曲作成兼ボーカリストとしてアルバム制作に参加していた。メインボーカルを担当した、同サークル主催者であるWhiteFlame作詞作曲の「愛の唄」は、『Re:バカは世界を救えるか? ドラマCD』の付属DVD収録の主題歌となった。
2010年以降は、VALSHEのメジャーデビューミニアルバム『storyteller』をはじめ、リリースしたシングル、アルバム全てのサウンド・プロデュースを手がけ、4枚目のシングルからはプランニングも担っている。OthStaffというVALSHEのスタッフアカウント内でツイートしたり、アニメイトTVの「VALSHEのばるとく★RADIO」に度々ゲスト出演するなど、VALSHEのスタッフに徹していた。
2012年の4月から9月まで、minato書き下ろしによるVALSHEの3rdシングル曲「Fragment」が、「奇跡体験!アンビリバボー」（フジテレビ系）のエンディングテーマ曲になり、自身もコーラスで参加。番組内でもBGMとしてアレンジバージョンが使われていた。
2013年7月6日から「探検ドリランド -1000年の真宝-」（テレビ東京系6局ネット　毎週土曜日10:30よりオンエア）のエンディングテーマとなった「BLESSING CARD」を作曲。これは同年8月21日に発売されたVALSHEの5枚目となるシングルの表題曲である。同年11月にリリースされた、VALSHE6枚目のシングル『Butterfly Core』の表題曲「Butterfly Core」は、『名探偵コナン』のオープニングテーマに使用された。
2016年は、VALSHEとのユニット、ViCTiMとしての活動を開始したが、自身の体調不良により、活動を休止。
2017年、minatoから湊貴大へ名義変更した。それに合わせて、VALSHEチームの一員で活動していたがしばらくの間、離れてクリエイターとして活動を再開した。

## 商業作品

### CD
- 『magnet -favorites plus-』（MOER、2010年3月10日発売）
  - ニコニコ動画で発表した楽曲をすべて再録音し、新曲2曲と共に収録している[6]。ジャケットイラストはゆのみが担当。2010年3月22日付のオリコン週間アルバムランキングにて18位にランクインした。

  1. magnet
  2. RIP=RELEASE -affection-
  3. Soar
  4. FAIRYLAND -mintia mix-
  5. オルゴール
  6. 朧月
  7. SPICE!
  8. SECRET & TRAP
  9. 君に嘘
  10. ☆Fighting Pose☆
  11. ありがとう、君へ
  12. もう一度
  13. 向日葵
  14. delicious
  15. 流星 -Across the starlight-
    - ボーナストラック
- 『ブラックボックス』（Being、2015年11月11日発売）
  - トゥライ名義のアルバム

### 配信
- 『delicious』（KarenT、2009年3月25日発売）
  - 初音ミク発売元のクリプトン・フューチャー・メディア直営のレーベルKarenTより発売。ネット配信のみ。

  1. delicious(feat. 初音ミク&鏡音リン・レン)
  2. SPICE!(feat. 鏡音レン)
  3. Soar(feat. 初音ミク)
  4. FAIRYLAND(feat. 初音ミク)
  5. ビー玉(feat. 初音ミク)
  6. 愛する景色に(feat. 初音ミク)
  7. となり(feat. 初音ミク)
  8. 真昼の月(feat. 鏡音レン)
  9. Candy Rain(feat. 鏡音リン)
  10. SET FREE(feat. 初音ミク)
  11. 凛と咲く花(feat. 鏡音リン)
  12. 流星(feat. 初音ミク)
  13. 「3」 -piano & Miku Ver.-

### プロデュース
- 『storyteller』（5pb.Records、2010年9月23日発売[10]） 
  - VALSHEのオリジナルミニアルバム。サウンドプロデュースを担当。
    - 「NEVER LAND」（作詞、作曲、編曲、コーラス）
    - 「graffias」（共同作詞、作曲、コーラス）
    - 「Yours」（作詞、作曲、コーラス）
    - 「doubt」（作詞）
    - 「nameless story」（作曲、コーラス）
    - 「SPICE! -another one-」（作詞、作曲、編曲、コーラス）
    - 「Myself」（共同作詞、作曲）
    - 「拘束」（共同作詞、作曲、共同編曲）
- 『REVOLT e.p.』（5pb.Records、2011年4月27日発売[11]） 
  - VALSHE1枚目のシングル。サウンドプロデュースを担当。
    - 「REVOLT」（共同作詞、作曲、コーラス、ラップ）
    - 「Collar」（共同作詞、作曲、コーラス）
    - 「Paradise Cage」（作詞、コーラス）
    - 「ハルノハテ」（作詞、作曲、コーラス）
- 『JESTER』（5pb.Records、2011年7月27日発売[12]） 
  - VALSHE2枚目のシングル。サウンドプロデュースを担当
    - 「jester」（作曲）
    - 「Vessel」（コーラス）
    - 「Dead to the World」（作詞、コーラス）
    - 「Another Sky」（作詞、作曲、コーラス）
- 『PLAY THE JOKER』（Oth、2012年2月22日発売[13]）
  - VALSHEの1st フルアルバム。サウンドプロデュースを担当。
    - 「TIGHTROPE」（作詞、作曲、コーラス）
    - 「jester」（作曲）
    - 「Collar -Hard Play Mix-」（共同作詞、作曲）
    - 「君がため」（作曲）
    - 「Vessel」（コーラス）
    - 「moon -reveal」（作詞、作曲、コーラス）
    - 「REVOLT」(共同作詞、作曲、コーラス）
    - 「clematis」（作詞）
    - 「vulgar gem」（コーラス）
    - 「Deserve」（作曲）
    - 「PLAY THE JOKER」（作詞、作曲）
    - 「moon -sequel」（作詞、作曲）
    - 「shout of JOY」（共同作詞、作曲、コーラス）
- 『AFFLICT/Fragment』（Oth、2012年6月27日発売[14]）
  - VALSHE3枚目のシングル。サウンドプロデュースを担当 
    - 「AFFLICT」（作曲）
    - 「Fragment」（作曲、コーラス）
    - 「蒼の夏雨」（作詞、作曲、コーラス）
- 『4 FELIDS』（Being、2013年3月13日発売[15]）
  - VALSHE4枚目のシングル。プランニングとサウンドプロデュースを担当
    - 「Tigerish Eyez」（作曲、コーラス）
    - 「Leopardess」（作詞、作曲、コーラス）
    - 「ライオンとチョコレート」（コーラス）
    - 「Shifty Cat」（作詞、作曲）
- 『BLESSING CARD』（Being、2013年8月21日発売[16]）
  - VALSHE5枚目のシングル。プランニングとサウンドプロデュースを担当
    - 「BLESSING CARD」（作曲）
    - 「Mr.Diorama」（作曲）
    - 「Responsive」（作詞、作曲、コーラス）
    - 「ゆずれない願い」（コーラス）
- 『Butterfly Core』（Being、2013年11月27日発売[17]）
  - VALSHE6枚目のシングル。プランニングとサウンドプロデュースを担当
    - 「Butterfly Core」（作曲）
    - 「赤い棘」（作詞、コーラス）
    - 「STAR GATE」（作曲）
    - 「Growing of my heart」（コーラス）
- 『V.D.』（Being、2014年2月19日発売[18]）
  - VALSHEの2ndフルアルバム。プランニングとサウンドプロデュースを担当。
    - 「Overture」（作曲）
    - 「RAGE IDENTITY」（作曲、コーラス）
    - 「Butterfly Core」（作曲）
    - 「AFFLICT」（作曲）
    - 「ASTRAEA」（作曲）
    - 「Human Dolls」（作詞、作曲）
    - 「Mr.Diorama」（作曲）
    - 「Blissful Jail」（コーラス）
    - 「BLESSING CARD」（作曲）
    - 「Leopardess」（作詞、作曲、コーラス）
    - 「EVALUATION」（作詞、コーラス）
    - 「Prize of Color」（作曲）
    - 「Tigerish Eyez」（作曲、コーラス）
    - 「Fragment」（作曲、コーラス）
    - 「Sincerely」（作曲）
- 『TRANSFORM/marvelous road』（Being、2014年7月16日発売[19]）
  - VALSHE7枚目の両A面シングル。プランニングとサウンドプロデュースを担当。
    - 「TRANSFORM」（作曲）
    - 「marvelous road」（作詞、作曲、コーラス）
- 『Storyteller II 〜the Age Limits〜』（Being、2014年9月24日発売[20]）
  - VALSHEの2ndミニアルバム。プランニングとサウンドプロデュースを担当。
    - HIDE & LEAK（作曲）
    - WISHLIST（コーラス）
    - 羽取物語（作詞）
    - Roma（作曲）
    - CAINCOMPLEX（コーラス）
    - セミステージ（作詞、コーラス）
    - Separation（コーラス）
- 『TRIP×TRICK』（Being、2014年9月24日発売[21]）
  - VALSHE8枚目のシングル。プランニングとサウンドプロデュースを担当。
    - TRIP×TRICK（作曲、コーラス）
    - my name is…（作詞、作曲、コーラス）
- 『君への嘘』（Being、2015年2月4日発売[22]）
  - VALSHE9枚目のシングル。プランニングとサウンドプロデュースを担当。
    - 君への嘘（dorikoとの共同作曲、コーラス）
    - microSOLDIER（作曲、コーラス）

### 楽曲提供・参加作品

#### 音楽CD
- 『EXIT TUNES PRESENTS STARDOM』（EXIT TUNES、2009年5月20日発売） 
  - 動画サイトで人気の楽曲を収録したコンピレーション・アルバム。「Soar」を提供。
- 『EXIT TUNES PRESENTS Vocalostar feat.初音ミク』（EXIT TUNES、2009年6月17日発売）
  - 初音ミクを用いた楽曲を収録したコンピレーション・アルバム。「RIP=RELEASE」を提供。
- 『初音ミク ベスト〜impacts〜』（ドワンゴ・エージー・エンタテインメント、2009年8月26日発売）
  - 初音ミク発売2周年を記念したベストアルバム。「magnet」を提供。
- 『EXIT TUNES PRESENTS 神曲を歌ってみた』（EXIT TUNES、2009年10月7日発売）
  - ネット上で人気の歌い手たちによる楽曲を収録したコンピレーション・アルバム。「Soar -overdrive-」を提供。歌い手はF9。
- 『EXIT TRANCE BEST #10 〜Premium BEST〜』（EXIT TUNES、2009年11月18日発売）
  - EXIT TUNESによるトランスを集めたベストアルバム。「Soar -overdrive-」を提供。歌い手は F9。
- 『動画サイト人気歌い手CD Vol.1 ホストクラブ smiley*2』（ツーファイブレコード、2010年1月14日発売） 
  - 動画サイトで人気の歌い手に依るアルバム。「SPICE!」を提供。歌い手はふぁねる。
- 『valuable sheaves』（ドワンゴ・ミュージックエンタテインメント、2010年3月24日発売） 
  - バルシェ（VALSHE）のカバーアルバム。「「crash！」」、「ありがとう、君へ」を提供。
- 『ニコニコオムニバスツアー 〜歌ってみた全国ツアー〜』（ビクターエンタテインメント、2010年3月31日発売）
  - ニコニコ動画で人気の歌い手によるコンピレーション・アルバム。「magnet」を提供。歌い手はちょうちょ。
- 『未来へ…』（ソニー・ミュージックエンタテインメント、2010年5月26日発売）
  - HIMEKAのシングル。カップリング曲「Winding Road」の作詞、作曲を担当。
- 『初音ミク -Project DIVA- 2nd NONSTOP MIX COLLECTION』（ソニー・ミュージックダイレクト、2010年7月28日発売）
  - PlayStation Portable用ゲームソフト『初音ミク -Project DIVA- 2nd』の公式コンピレーションアルバム。ちーむMOERとして作詞を担当した「カラフル × メロディ」のリミックスを収録。
- 『MOER feat.初音ミク -2nd anniversary-』（MOER、2010年8月11日発売） 
  - レーベルMOERの発足2周年を記念して発売されたベストアルバム。「magnet」、「RIP=RELEASE」、「夏色☆キャンバス」を提供。
- 『ロミオとシンデレラ』（5pb.Records、2010年11月24日発売）
  - dorikoのアルバム。「Paradise Cage」の作詞を担当。
- 『V.I.P(Marasy plays Vocaloid Instrumental on Piano)』（ドワンゴ・ミュージックエンタテインメント、2010年12月8日発売）
  - marasyのピアノソロアルバム。「magnet」を提供。
- 『カラフル×メロディ』（MOER、2011年3月9日発売）
  - 『初音ミク -Project DIVA- 2nd』に提供した曲のシングルで、ちーむMOERのメンバーとして作詞を担当。
- 『LINK / RING』（avex trax、2011年3月9日発売）
  - うさのアルバム。「向日葵」を提供。
- 『サオリリス 歌ってみた 初音ミク』（ソニー・ミュージックダイレクト、2011年4月27日発売） 
  - サオリリスのアルバム。作詞を担当した「カラフル×メロディ」を提供。
- 『SUPER VOCALO BEAT』（ドワンゴ・ミュージックエンタテインメント、2011年6月1日発売）
  - VOCALOID曲をユーロビートにリミックスしたアルバム。疲れた男による「SPICE!」、che:櫻井による「magnet」を収録。
- 『VOCALOID BEST from ニコニコ動画 (あお)』（ドワンゴ・ミュージックエンタテインメント、2011年6月22日発売）
  - ニコニコ動画でVOCALOIDを用いて発表された曲を集めたベストアルバム。「magnet」を提供。
- 『Gourmet』（インディーズレーベル、2011年7月7日発売）
  - geroのオリジナルアルバム。「アイ」を提供し、コーラスを担当。
- 『「聖闘士星矢 THE LOST CANVAS 冥王神話」キャラクターソング アルバム』（dmARTS、2011年8月10日発売）
  - メインキャラクターの声を担当したメンバーによるキャラクターソングアルバム。平野綾歌唱による楽曲「azure」の作詞を担当。
- 『V love 25〜Aperios〜』（BinaryMixx Records、2011年11月16日発売）
  - VOCALOIDの曲を集めたコンセプトアルバム。『「聖闘士星矢 THE LOST CANVAS 冥王神話」キャラクターソング アルバム』へ提供した「azure」の初音ミクバージョンを収録。
- 『アコミク with VOCALOIDS』（BALLOOM、2011年11月30日発売）
  - 初音ミクのライブイベント「ミクの日感謝祭」「MIKUNOPOLIS in Los Angeles」での演奏を務めた安部潤の率いるThe 39sの演奏による、VOCALOID楽曲のアコースティックアレンジを収録したアルバム。「magnet」を提供。
- 『かえしうた』（dmARTS、2011年11月30日発売）
  - おさむらいさんの演奏による、VOCALOID楽曲をアコースティックギターでソロアレンジカバーしたアルバム。「magnet」を提供。
- 『himekanvas』（SMJ、2011年11月30日発売）
  - HIMEKAの1stオリジナルアルバム。「ヒカリ」「My door」を提供。
- 『アコミク with VOCALISTS』（BALLOOM、2011年12月28日発売）
  - The 39sの演奏による、VOCALOID楽曲のアコースティックアレンジの「歌ってみた」版を収録したアルバム。「magnet」を提供。歌い手はヲタみん&柿チョコ。
- 『SONICONICOROCK Tribute To VOCALOID』（dmARTS、2012年2月8日発売）
  - すーぱーそに子のアルバム。「Soar」を提供し、トゥライ名義でコーラスを担当。
- 『Forbidden Fruits』（BinaryMixx Records、2012年4月28、29日限定販売） 
  - minato、doriko、OSTER projectによるクリエイターユニット「MIDSTER」によるシングル。「ニコニコ超会議」での限定販売。作詞を担当。
- 『V love 25 〜cantabile〜』（BinaryMixx Records、2012年6月13日発売）
  - VOCALOIDの曲を集めたコンセプトアルバム。クリエイターユニット「MIDSTER」（minato、doriko、OSTER project）による楽曲「ヒスイドリ」を提供。
- 『Download feat.初音ミク』（ワーナーミュージック・ジャパン、2014年12月10日発売）
  - メモリアル・ベスト・コンピレーション・アルバム。「magnet」を提供。
- 『Upload feat.Vocalist』（日本ビクター、2014年12月10日発売）
  - メモリアル・ベスト・コンピレーション・アルバム。「SPICE!」を提供し、りぶとのコラボで自らも歌唱を収録した。
- 『コノ手デ』（ソニーミュージックレーベル、2017年2月15日発売）
  - 暁月凛のシングル。「コノ手デ」の作詞、作曲を担当。
- 『マモリツナグ』（ソニーミュージックレーベル、2017年5月24日発売）
  - 暁月凛のシングル。「マモリツナグ」の作詞、作曲を担当。
- 『アンビバレント』（ソニーミュージックレーベル、2018年8月15日発売）
  - 欅坂46のシングル。「I'm out」の作曲、編曲を担当。
- 『理解者』（ソニーミュージックレーベル、2018年8月22日発売）
  - 22/7のシングル。「未来があるから」の作曲を担当。

#### その他
- 『初音ミク -Project DIVA-』（セガ、2009年7月2日発売）
  - 初音ミクを主役にした、PlayStation Portable用リズムアクションゲーム。ゲーム内に使用する楽曲として「Soar」を提供。
- 『もっとおかわり、リン・レン ルカ』（セガ、2010年7月1日発売）
  - 『初音ミク -Project DIVA-』の追加ダウンロードコンテンツ。「RIP=RELEASE」を提供。
- 『初音ミク -Project DIVA- 2nd』（セガ、2010年7月29日発売）
  - 『初音ミク -Project DIVA-』の第2弾でゲーム内に使用される楽曲として「magnet」、ちーむMOERとして作詞を担当した「カラフル × メロディ」を提供。
- 『Re（アールイー）：バカは世界を救えるか？ ドラマCD』（ティー ワイ エンタテインメント、2010年12月15日発売）
  - 『Re:バカは世界を救えるか?』のドラマCD。トゥライ名義で付属DVD収録の主題歌「愛の唄」のボーカルを担当。

## タイアップ
- Collar…アパレルブランド「Deorart」の2011春テーマソング／TOKYO MXバラエティ『明坂聡美の「明けテレ」』エンディングテーマ
- REVOLT…TOKYO MXバラエティ『明坂聡美の「明けテレ」』エンディングテーマ
- jester…PSP用ソフト『官能昔話』テーマソング
- Another Sky…Xbox 360用ソフト『Ever17』グランドエンディングテーマ
- Fragment…フジテレビ系全国ネット『奇跡体験!アンビリバボー』エンディングテーマ
- BLESSING CARD…テレビ東京系6局ネット『探検ドリランド -1000年の真宝-』エンディングテーマ
- Butterfly Core…読売テレビ・日本テレビ系全国ネット『名探偵コナン』オープニングテーマ
- marvelous road…アプリ『WRITERZ』テーマソング
- TRIP×TRICK…TBS系全国ネット『COUNT DOWN TV』エンディングテーマ
- 君への嘘…読売テレビ・日本テレビ系全国ネット『名探偵コナン』エンディングニングテーマ